# Frida, naturaleza viva
Frida: naturaleza viva és una pel·lícula mexicana dirigida pel cineasta mexicà Paul Leduc i estrenada el 1983.

## Argument
Basada en la vida de la pintora mexicana Frida Kahlo. Narrada d'una forma poètica i rica en imatges, mostra passatges de la vida d'aquesta dona des de la seva infantesa fins a la seva mort, passant per la seva relació amb el seu pare Guillermo Kahlo, el seu marit Diego Rivera, l'exiliat rus Lev Trotski, el pintor David Alfaro Siqueiros, les seves relacions bisexuals, la seva intimitat, la relació amb la seva germana Cristina, entre altres moments destacats de la pintora llatinoamericana més famosa i cotitzada del món.

## Premis
- Va obtenir 17 premis a Mèxic i a diversos països. A Mèxic va obtenir el Premi Ariel per la millor pel·lícula, millor director, millor actriu, millor muntatge, millor fotografia, millor ambientació, millor coactuació femenina, millor coactuació masculina i millor argument original.
- També va guanyar diversos premis en els Festivals de Cinema de Bogotà, de l'Havana, d'Istanbul i els premis ACE.
- Aquest film ocupa el lloc 50 a la llista de les 100 millors pel·lícules del cinema mexicà, segons l'opinió de 25 crítics i especialistes del cinema a Mèxic, publicada per la revista somos el juliol de 1994.[1]

## Al voltant de la pel·lícula
- Pel·lícula de baix pressupost, tanmateix això no va impedir de realitzar una pel·lícula d'una alta qualitat i multipremiada a Mèxic i l'estranger.
- Va ser filmada majoritàriament a la casa de Frida Kahlo, la coneguda Casa Blava, ara la Casa-Museu de Frida.
- Existeix una versió posterior intitulada "Frida" (2002) interpretada per Salma Hayek, Alfred Molina, Antonio Banderas, entre d'altres, dirigida per Julie Taymor, produïda a Hollywood.
- Arran de la "fridomanía", s'han realitzat també moltes obres de teatre com a l'argentina "Frida i jo", "La Casa Blava", " Frida Kahlo Viva la Vida " d'Humberto Robles muntada a molts països, "Cada quien su Frida" actuada, escrita i dirigida per Ofelia Medina, així com espectacles de dansa com la del coreògraf austríac Johann Kresnik, una òpera del compositor nord-americà Roberto Xavier Rodriguez i una comèdia musical a Mèxic, interpretada per Itatí Cantoral, que va ser un rotund fracàs.